# Calera de Tango
Calera de Tango é uma comuna de Chile, localizada na Província de Maipo, na Região Metropolitana de Santiago. Está localizada ao sul de Santiago, limita a leste com a comuna de San Bernardo, a sul com a mesma comuna, e também com Talagante, a oeste com a comuna de Peñaflor e Padre Hurtado e a norte com Maipú.